# Апрош
Апро́ш (від фр. approche — зближення) — відстань між сусідніми буквами або іншими шрифтовими знаками.
Напівапроші знака постійні у всіх гліфах набірного шрифту, винятки ж називають кернінговими парами (наприклад у парах AV, ГЛ тощо). При металевому наборі літери або підпилювалися, або використовувалися лігатури. У цифрових шрифтах кернінгові пари ставляться превентивно (наприклад, між AV −70, між AW −50) для кожної пари, але напівапроші все ж традиційно незмінні для всіх знаків у цифровому файлі шрифту.
Процес глобального змінення міжлітерних інтервалів у частині тексту називають трекінгом. Позитивний трекінг називають розрядкою (питома українська назва — відступці).